# 裁判長っ!おなか空きました!
『裁判長っ!おなか空きました!』（さいばんちょうっ おなかすきました）は、2013年10月6日から2014年3月30日まで日本テレビで日曜日1:20 - 1:35（土曜日深夜）に放送されていたテレビドラマ。北山宏光ドラマ初主演。裁判所を舞台にしたワンシチュエーション・コメディ。

## 出演者
弁護士・新田正義
演 - 北山宏光（Kis-My-Ft2）
新米弁護士。名前の通り正義感に溢れた性格だが、空回り気味でいつも法廷では窮地に立たされてしまっている。
被告人の供述から派生して突然自分の考えを申し立てたり、裁判長に申立てをする際に「裁判長」という言葉を言い間違えたり、裁判長の「許可します」という言葉を聞き間違えたりするために、毎回裁判長を激しく動揺させている。
『あまちゃん』でいうと能年玲奈派らしい。
また、よく川越達也に似ていると言われるらしく、イケメン料理研究家と言えば川越達也だと思っている。
唐木田とは名実ともに対立関係にあるが、スマートフォンのパズルゲーム「ポコピン」でスコアを競い合うなど、次第にプライベートでも交流を深めている様子。
裁判長
演 - 佐藤二朗
法廷を主宰する立場のはずだが、正義と唐木田がことごとく審理の内容から逸脱してしまうために、主宰者というよりはツッコミ役と化している。
2歳の娘がいる。
検察官・唐木田清人
演 - 戸次重幸
正義と法廷で対峙し、追い詰めるベテラン。つい正義の空回りに巻き込まれて審理に関係ない議論を繰り広げてしまい、裁判長に怒られる。
一見すると冷静な理論派だが実は典型的な「スケベ」。
しかもそれが挙動に現れやすく、審理後にデートの約束をしているのがばれたり、弁護側の証人がどストライクの美女だと、いいところを見せようと判決を無罪に持っていこうとしたりする。
『あまちゃん』でいうと橋本愛派らしい。
またイケメン料理研究家と言えば速水もこみちだと思っている。
正義とは名実ともに対立関係にあるが、スマートフォンのパズルゲーム「ポコピン」でスコアを競い合うなど、次第にプライベートでも交流を深めている様子。

## 放送リスト
| 話数 | 放送日         | 行為内容 | 被告人/証人                                                                 | 裁判所速記官 裁判所書記官 |
| ---- | -------------- | -------- | --------------------------------------------------------------------------- | ------------------------- |
| 1    | 2013年10月 6日 |          | 石川光一 41歳（永井秀樹）                                                   | 小川智弘 幸咲茉歩         |
| 2    | 2013年10月13日 |          | 三島浩介 45歳（山本泰弘） 江連マナ（吉川友）                                | 山本啓之 実川麻那美       |
| 3    | 2013年10月20日 |          | 江田徹 27歳（野村啓介） 証人の変なおじさん（大河内浩）                      | 小川智弘 幸咲茉歩         |
| 4    | 2013年10月27日 |          | 川島えみこ 47歳（池谷のぶえ）                                               | 山本啓之 実川麻那美       |
| 5    | 2013年11月03日 |          | 池添茂 39歳（皆川猿時）                                                     | 山本啓之 実川麻那美       |
| 6    | 2013年11月10日 |          | 遅刻のため不在                                                              | 山本啓之 実川麻那美       |
| 7    | 2013年11月17日 |          | 島田憲弘 36歳（岡田義徳）                                                   | 小川智弘 幸咲茉歩         |
| 8    | 2013年11月24日 |          | 相馬慎一 41歳（金子伸哉） 君沢直子（中村静香）                              | 小川智弘 幸咲茉歩         |
| 9    | 2013年12月 1日 |          | 上原智也 28歳（今井隆文） 木村由紀子（上地春奈）                            | 山本啓之 実川麻那美       |
| 10   | 2013年12月 8日 |          | 小畑宏典 31歳（中野大地）                                                   | 小川智弘 幸咲茉歩         |
| 11   | 2013年12月29日 | -        | -                                                                           | -                         |
| 12   | 2014年 1月12日 |          | 猫田 実 45歳（森下能幸） 猫田部品工業社員（今野浩喜（キングオブコメディ）） | 山本啓之 実川麻那美       |
| 13   | 2014年 1月19日 |          | 山下章子 27歳（岡本あずさ）                                                 | 小川智弘 幸咲茉歩         |
| 14   | 2014年 1月26日 |          | 上条雅彦 39歳（佐藤正和） 隣ビルのサラリーマン（ムロツヨシ）                | 山本啓之 実川麻那美       |
| 15   | 2014年 2月 2日 |          | 津田 聡 48歳（八十田勇一）                                                  | 山本啓之 実川麻那美       |
| 16   | 2014年 2月 9日 |          | 高橋登美子 31歳（光浦靖子）                                                 | 小川智弘 幸咲茉歩         |
| 17   | 2014年 2月16日 |          | -                                                                           | 小川智弘 幸咲茉歩         |
| 18   | 2014年 2月23日 |          | 白鳥きみと 25歳（柿澤勇人）                                                 | 山本啓之 実川麻那美       |
| 19   | 2014年 3月 2日 |          | 染谷和宏 35歳（和田正人） マリン（橋本甜歌）                                | 山本啓之 実川麻那美       |
| 20   | 2014年 3月 9日 |          | -                                                                           | 小川智弘 幸咲茉歩         |
| 21   | 2014年 3月16日 |          | 清水洋一郎 27歳（横尾渉）                                                   | 小川智弘 幸咲茉歩         |
| 22   | 2014年 3月23日 |          | 伴宏 30歳（大水洋介）                                                       | 山本啓之 実川麻那美       |
| 23   | 2014年 3月30日 |          | 小嶋陽菜 25歳（小嶋陽菜（AKB48））                                          | 小川智弘 幸咲茉歩         |

平均視聴率 1.6%（視聴率は関東地区、ビデオリサーチ社調べ）

## ネット局
| 放送地域   | 放送局            | 系列           | 放映期間                      | 放送曜日・放送時間                        | 備考   |
| ---------- | ----------------- | -------------- | ----------------------------- | ----------------------------------------- | ------ |
| 関東広域圏 | 日本テレビ（NTV） | 日本テレビ系列 | 2013年10月6日 - 2014年3月30日 | 日曜日 1:20 - 1:35（土曜日深夜）          | 制作局 |
| 石川県     | テレビ金沢（KTK） | 日本テレビ系列 | 2015年7月18日 -2016年2月22日  | 土曜日 11:45 - 12:00 月曜日 10:30 - 11:00 |        |

## スタッフ
- 脚本・演出：福田雄一
- ナレーション：野田圭一
- 音楽：石田勝範
- テーマソング：Kis-My-Ft2「モテたいぜ トゥナイト」（avex trax）
- TD：大野勝之
- CAM：岸本正人
- VE：横井甲児
- 音声：福部博国
- VTR：久保貴博
- LD：森泉英男
- 美術プロデューサー：吉田敬
- デザイン：内山真理子
- 美術進行：安楽信行
- 大道具：福田智広
- 大道具操作：西崎徳彦
- 建具：岸久雄
- アクリル装飾：石橋誉札
- 装飾：乾川太志
- 電飾：井野岡利保
- ヘアメイク：bloomy（池田真希、谷口小央里）
- 衣装デザイン：神波憲人
- オフライン作業：栗谷川純
- オンライン作業：及川勝仁
- タイトルCG：加藤和博
- MA：スズキマサヒロ
- 選曲：小西善行
- 効果：荒川望
- スチール：星野麻美
- デスク：西口潤
- 宣伝：友定紘子
- 「裁判長!おなか空きました!」製作委員会：藤川和彦、田村学、篠田大暢、月成大地
- 技術協力：fmt、BULL、ザ・ホライズン、L'espace Vision、ミラクル・スパーク、TMC、レモンスタジオ
- 衣装協力：はるやま、ONLY
- 編成：西川大助
- 考査：黒木まゆみ
- 監修：服部梢
- 助監督：久保田博紀、高島一希、臼杵花絵、
- AP：河瀬和、花塚増央
- ブレーン：向田邦彦
- 協力プロデューサー：
- プロデューサー：植野浩之、毛利忍、坂下哲也（日テレアックスオン）、相澤幸一（アクロ）
- 制作：福士睦（2013年12月8日 - ）
- 企画協力：ジャニーズ事務所
- 製作協力：acro
- 制作プロダクション：日本テレビ、AX-ON
- 企画制作：日本テレビ
- 製作著作：「裁判長!おなか空きました!」製作委員会（D.N.ドリームパートナーズ、vap）

### 過去のスタッフ
- 制作：森實陽三（2013年10月6日 - 12月1日）